# Johan Gottschalk Wallerius
Johan Gottschalk Wallerius (n. 11 iulie 1709, Stora Mellösa, Närke⁠(d), Comitatul Örebro, Suedia – d. 16 noiembrie 1785, Uppsala, Uppsala län, Suedia) a fost un chimist, botanist și mineralog suedez. 

## Biogrfie
Wallerius s-a născut în Stora Mellösa, Närke, în 1709 ca fiu al luii Erik Nilsson Wallerius și al lui Elisabeth Tranæa. A fost fratele mai mic al fizicianului, filozofului și teologului Nils Wallerius. 
Johan Gottschalk a intrat la Universitatea din Uppsala în 1725 și a absolvit studiile de matematică, fizică și medicină în 1731. Și-a continuat studiile la Universitatea Lund, unde și-a luat diploma de doctor în medicină în 1735. După aceasta a revenit la Uppsala, unde a deschis un curs în chimie în propriul laborator. Acest curs le-a permis studenților la farmacie și chimie să asiste la demonstrații și să se exerseze experimente. Popularitatea acestui curs l-a propulsat pe Wallerius ca profesor secundar de medicină la Universitatea Uppsala în 1741, apoi ca primul titular al unei noi catedre de chimie, medicină și farmacie în 1750. În același an, Wallerius a fost ales membru al Academiei Regale Suedeze de Științe. S-a retras din catedra de chimie în 1767, fiind succedat de studentul său, Torbern Bergman. 
Wallerius este considerat fondatorul agrichimiei, în principal datorită operei sale larg răspândite Agriculturae fundamenta chemica (1761, publicată în suedeză în același an cu Åkerbrukets chemiska grunder și tradusă ulterior în multe alte limbi). A publicat multe alte studii pe subiecte chimice, mineralogice și geologice și a folosit propria fermă Hagelstena din Alsike (la sud de Uppsala) ca domeniu experimental. Și-a petrecut anii de pensie (pensionare timpurie cauzată de sănătatea precară) aplicând principiile chimiei ca modalitate de a îmbunătăți agricultura în propria fermă și a publicat câteva dintre descoperirile sale în Rön, rörande landtbruket. Om svenska åkerjordartenas egenskaper och skiljemerken samt deras förbättring genom tienlig jordblanning, care a primit premiul Academiei Regale Suedeze de Științe. 
Prima clădire independentă a unui laborator chimic din Uppsala, încăexistentă la adresa Västra Ågatan 24, lângă River Fyris, a fost înființată în timpul profesoratului său.  
Abrevierea standard a autorului Wallerius este utilizată pentru a indica acestă persoană drept autor atunci când este citată o denumire botanică. Asteroidul 79410 Wallerius îi poartă numele.  